# Candín
Candín est une commune d'Espagne dans la province de León, communauté autonome de Castille-et-León. Elle s'étend sur 140,9 km2 et comptait environ 339 habitants en 2011.